# Creagrutus lepidus
Creagrutus lepidus är en fiskart som beskrevs av Vari, Harold, Lasso och Machado-allison, 1993. Creagrutus lepidus ingår i släktet Creagrutus och familjen Characidae. Inga underarter finns listade i Catalogue of Life.